# Episodi di Karkú (prima stagione)
| nº | Titolo originale           | Titolo italiano             | Prima TV Cile | Prima TV Italia  |
| -- | -------------------------- | --------------------------- | ------------- | ---------------- |
| 1  | El primer dia              | Il Primo Giorno             | 5 marzo 2007  | 4 gennaio 2010   |
| 2  | La Fiesta                  | La Festa                    | 6 marzo 2007  | 5 gennaio 2010   |
| 3  | Peleas de Hermanas         | Suore di combattimento      | 7 marzo 2007  | 6 gennaio 2010   |
| 4  | Babas                      | Babas                       | 8 marzo 2007  | 7 gennaio 2010   |
| 5  | El juego de fútbol         | La partita di calcio        | 9 marzo 2007  | 8 gennaio 2010   |
| 6  | La saudad de Emilia        | La Saudad Di Emi            | 12 marzo 2007 | 10 gennaio 2010  |
| 7  | El anillo                  | L'Anello                    | 13 marzo 2007 | 11 gennaio 2010  |
| 8  | Recaudando Dinero          | Raccolta Di Fondi           | 13 marzo 2007 | 1º febbraio 2010 |
| 9  | Apasionados                | Appassionato                | 14 marzo 2007 | 2 febbraio 2010  |
| 10 | El show de talentos        | Lo Show Dei Talenti         | 15 marzo 2007 | 3 marzo 2010     |
| 11 | Vendendo Flores            | Vendendo Fiori              | 16 marzo 2007 | 4 febbraio 2010  |
| 12 | Recuperación de dinero     | Recupero Delle Somme        | 19 marzo 2007 | 5 febbraio 2010  |
| 13 | No te vayas Emilia         | Non andare Emilia           | 20 marzo 2007 | 8 febbraio 2010  |
| 14 | Emilia tu madre            | Emi e Sua Madre             | 21 marzo 2007 | 9 febbraio 2010  |
| 15 | Cumpleaños de Fernanda     | Il Compleanno Di Fernanda   | 22 marzo 2007 | 10 febbraio 2010 |
| 16 | Esquí en nevea             | Sci Nella Neve              | 23 marzo 2007 | 11 febbraio 2010 |
| 17 | Venta de Mochilas          | Zaini In Venda              | 26 marzo 2007 | 12 febbraio 2010 |
| 18 | Jabón artesanal            | Sapone Fatto A Mano         | 27 marzo 2007 | 2 marzo 2010     |
| 19 | El Video                   | Il Video                    | 28 marzo 2007 | 3 marzo 2010     |
| 20 | Una noche de terror        | Una notte Di terrore        | 29 marzo 2007 | 4 marzo 2010     |
| 21 | El aniversario del Colegio | L'Anniversario Della Scuola | 30 marzo 2007 | 5 marzo 2010     |
| 22 | Celos                      | Gelosia                     | 2 aprile 2007 | 6 marzo 2010     |
| 23 | El restaurante             | Il Ristorante               | 3 aprile 2007 | 8 marzo 2010     |
| 24 | El último día              | L'Ultimo Giorno             | 4 aprile 2007 | 9 marzo 2010     |